# طواف سلوفينيا 2016
طواف سلوفينيا 2016 (بالإنجليزية: 2016 Tour of Slovenia)‏ هو سباق دراجات هوائية، وهو الموسم رقم 23 من نفس السباق، وأقيم خلال الفترة 16 يونيو 2016، وحتى 19 يونيو 2016، وامتدّ لمسافة 588.8 كيلومتر، وهو أحد سباقات طواف أوروبا للدراجات 2016، وهو من نوع سباق المرحلة، وقد شارك في السباق 140 متسابقاً ووصل إلى نهايته 124 متسابقاً.
فاز فيه بالمركز الأول رين تاراما، وبالمركز الثاني جاك هايغ، وبالمركز الثالث جان بارتا، والفريق الفائز في ترتيب الفرق Androni Giocattoli-Sidermec 2016.

## الفرق
| فرق عالمية (6)- Sky - Tinkoff - Katusha - Lampre-Merida - Orica-GreenEDGE - Dimension Data فرق قارية محترفة (6)- Bora-Argon 18 - Bardiani CSF - أندروني جوكاتولي-سيدرمك 2016 ‏ - سبورت فلاندرين بالويس 2016 ‏ - غازبروم روسفيلو ‏ - نيبو-فيني فانتيني-يوربا أوفيني ‏ فرق قارية (6)- أدريا موبيل 2016 ‏ - Team Ljubljana Gusto Santic ‏ - Kamen Pazin ‏ - Sportland Niederösterreich ‏ - MG.K vis Colors for Peace ‏ - Tufo–Pardus Prostějov ‏ فريق وطني- فريق سلوفينيا لركوب الدراجات للرجال 2016‏ |  |
| |  |

## المراحل
| قائمة المراحل | قائمة المراحل | قائمة المراحل                | قائمة المراحل      | قائمة المراحل | قائمة المراحل     | قائمة المراحل |
| المرحلة       | التاريخ       | الدورة                       |                    | المسافة (كم)  | الفائز بالمرحلة   | القائد العام  |
| ------------- | ------------- | ---------------------------- | ------------------ | ------------- | ----------------- | ------------- |
| 1             | 16 يونيو      | ليوبليانا – كوبر             | مرحلة جبلية متوسطة | 175.7         | ينس كوكلاير       | ينس كوكلاير   |
| 2             | 17 يونيو      | نوفا جوريتسا – Golte ‏        | مرحلة جبلية        | 217.2         | رين تاراما        | رين تاراما    |
| 3             | 18 يونيو      | تسليه – Celje Lodge ‏         | فردي ضد الساعة     | 16.8          | دييغو يليسي       | رين تاراما    |
| 4             | 19 يونيو      | روغاشكا سلاتينا – نوفو ميتسو | مرحلة جبلية متوسطة | 179.1         | Alexander Porsev ‏ | رين تاراما    |

## النتيجة

### مرحلة 1
أجريت في 16 يونيو 2016، وامتدّت لمسافة 175.7 كيلومتر.
| التصنيف العام | التصنيف العام   | التصنيف العام   | التصنيف العام   | التصنيف العام |        |
| الدراج        | الدراج          | البلد           | الفريق          | الوقت         | السرعة |
| ------------- | --------------- | --------------- | --------------- | ------------- | ------ |
| 1.            | ينس كوكلاير     | بلجيكا          | Orica-GreenEDGE | 4 س 27 د 33 ث |        |
| 2.            | دييغو يليسي     | إيطاليا         | Lampre-Merida   | + 0 ث         |        |
| 3.            | Scott Thwaites ‏ | المملكة المتحدة | Bora-Argon 18   | + 0 ث         |        |

### مرحلة 2
أجريت في 17 يونيو 2016، وامتدّت لمسافة 217.2 كيلومتر.
| التصنيف العام | التصنيف العام | التصنيف العام | التصنيف العام               | التصنيف العام  |        |
| الدراج        | الدراج        | البلد         | الفريق                      | الوقت          | السرعة |
| ------------- | ------------- | ------------- | --------------------------- | -------------- | ------ |
| 1.            | رين تاراما    | إستونيا       | كاتيوشا                     | 10 س 14 د 16 ث |        |
| 2.            | جاك هايغ      | أستراليا      | Orica-GreenEDGE             | + 36 ث         |        |
| 3.            | إيغان بيرنال  | كولومبيا      | Androni Giocattoli-Sidermec | + 50 ث         |        |

### مرحلة 3
أجريت في 18 يونيو 2016، وامتدّت لمسافة 16.8 كيلومتر.
| التصنيف العام | التصنيف العام | التصنيف العام | التصنيف العام   | التصنيف العام  |        |
| الدراج        | الدراج        | البلد         | الفريق          | الوقت          | السرعة |
| ------------- | ------------- | ------------- | --------------- | -------------- | ------ |
| 1.            | رين تاراما    | إستونيا       | كاتيوشا         | 10 س 42 د 43 ث |        |
| 2.            | جاك هايغ      | أستراليا      | Orica-GreenEDGE | + 1 د 42 ث     |        |
| 3.            | جان بارتا     | التشيك        | Bora-Argon 18   | + 2 د 38 ث     |        |

### مرحلة 4
أجريت في 19 يونيو 2016، وامتدّت لمسافة 179.1 كيلومتر.
| التصنيف العام | التصنيف العام | التصنيف العام | التصنيف العام   | التصنيف العام  |        |
| الدراج        | الدراج        | البلد         | الفريق          | الوقت          | السرعة |
| ------------- | ------------- | ------------- | --------------- | -------------- | ------ |
| 1.            | رين تاراما    | إستونيا       | كاتيوشا         | 15 س 10 د 29 ث |        |
| 2.            | جاك هايغ      | أستراليا      | Orica-GreenEDGE | + 1 د 42 ث     |        |
| 3.            | جان بارتا     | التشيك        | Bora-Argon 18   | + 2 د 38 ث     |        |

## الفائزون
| الترتيب    | الفائز                      |
| ---------- | --------------------------- |
| الفائز     | رين تاراما                  |
| الثاني     | جاك هايغ                    |
| الثالث     | جان بارتا                   |
| حسب النقاط | جاك هايغ                    |
| تسلق الجبل | جان تراتنيك                 |
| أفضل شاب   | إيغان بيرنال                |
| الفريق     | Androni Giocattoli-Sidermec |

## وصلات خارجية
- طواف سلوفينيا 2016 على موقع إحصائيات الدراجات الإحترافية (الإنجليزية)